# 蒙托内
蒙托内（義大利語：Montone），是意大利佩鲁贾省的一个市镇。总面积50.89平方公里，人口1685人，人口密度33.1人/平方公里（2009年）。ISTAT代码为054033。